# Gabriel Naudé

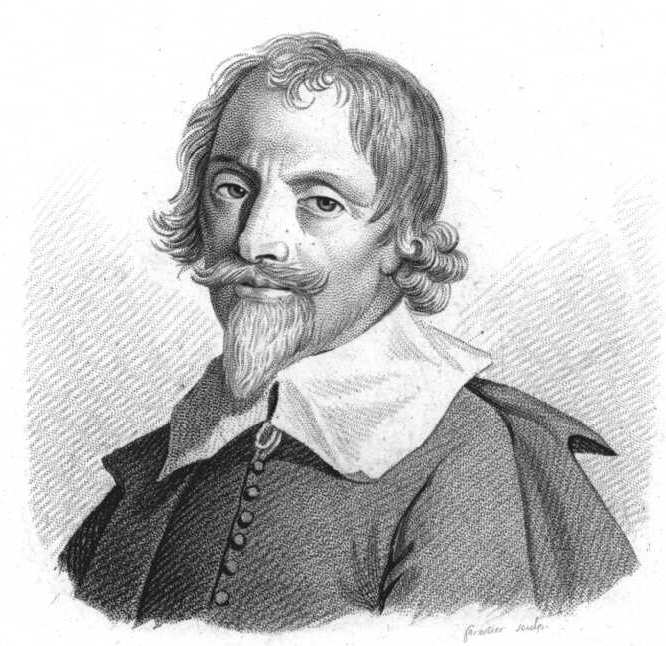
Gabriel Naudé

Gabriel Naudé, latinisiert Naudaeus (* 2. Februar 1600 in Paris; † 10. Juli 1653 in Abbeville), war ein französischer Gelehrter und Bibliothekar.

## Leben
Gabriel Naudé wurde in Paris in eine Familie aus einfachsten Verhältnissen geboren. Sein Vater Gilles Naudé war ein niederer Finanzbeamter, seine Mutter Marguerite Descamin war des Lesens unkundig. 
Dank der finanziellen Unterstützung seines Patenonkels Gabriel de Guénégaud konnte Naudé nacheinander an den besten Schulen von Paris studieren (Collège du Cardinal Lemoine, College Harcourt, Collège de Navarre und College Montaigu).
Nach dem Studium der Literatur, der Philosophie und der Medizin war er vornehmlich als Bibliothekar tätig. In dieser Eigenschaft stand er nacheinander in den Diensten der Kardinäle Giovanni Francesco Bagni (1578–1641) und Francesco Barberini (1597–1679) in Rom, bevor er in zehn Jahren, im Laufe welcher er unermüdlich Europa bereiste, die erste Bibliothek für den Pariser Stadtpalast des Kardinals und Ministers Jules Mazarin (1602–1662) aufbaute. In Mazarins Auftrag erwarb er mehrere tausende kostbare und seltene Bücher und Manuskripte.
Als Bibliothekar wurde Naudé insbesondere durch seine 1627 verfasste Schrift: Advis pour dresser une bibliothèque („Hinweis zum Aufbau einer Bibliothek“) berühmt, dem ersten französischen Handbuch des Bibliothekswesens. In seinen Werken beschäftigte er sich unter anderem mit Esoterik und der Magie, die er in weiße Magie (heilende, schützende), schwarze Magie (schadende), göttliche Magie und natürliche Magie gliederte, wobei er letzterer die Astronomie, die Chemie und weitere Wissenschaften unterordnete. Ein weiterer Schwerpunkt seiner Forschungen waren die Rosenkreuzer.
Gabriel Naudé starb im Jahr 1653 im Alter von 53 Jahren in Abbeville.
Mazarins erste Bibliothek wurde, als er bedingt durch die Fronde ins Exil ziehen musste, größtenteils aufgelöst. Die erhaltenen Bücher bildeten gemeinsam mit der zweiten von dem Kardinal aufgebauten Sammlung den ursprünglichen Fundus der Bibliothèque Mazarine im Collège des Quatre Nations.

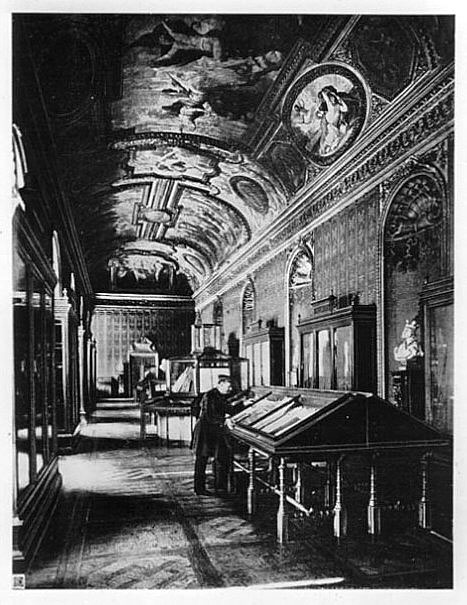
Galerie Mazarine im ehemaligen Palast des Kardinals Mazarin in Paris, heute Bibliothèque nationale de France (site Richelieu-Louvois)

## Werksauswahl
- 1623: Instruction à la France sur la Verité de l’Histoire des Frères de la Roze-Croix... 1623, Paris, François Julliot
- 1625: Apologie pour tous les grands personnages qui ont esté faussement soupçonnez de magie, 1625, Den Haag, Adrien Vlac
- 1627: Advis pour dresser une bibliothèque, Erstauflage 1627, zweite Auflage 1644, Neuauflage nach dem Exemplar der Bibliothek Sainte-Geneviève 1994, Paris, Klincksieck, ISBN 2-252-02730-4
- 1630: Addition à l’histoire de Louis XI, Erstauflage 1630, Neuauflage nach dem Text der Erstauflage 1999, Paris, Fayard, ISBN 2-213-60179-8
- 1633: Bibliographia Politica, Erstauflage 1633, Venedig. Neuauflage von 2010, ISBN 978-1-166-20116-6
- 1639: Considérations politiques sur les coups d’estat. Erstauflage 1639, Neuauflage bei Le Promeneur. - ISBN 2-07-077275-6, deutschsprachige Erstausgabe: Politisches Bedencken über die Staats-Streiche, Leipzig 1668.
- 1647: Quinque quaestionum latro-philologicarum, 1647, Paris, Chouet
- 1651: Causae Kempenses conjectio pro curia Romana, 1651, Paris, Cramoisy